# Вила Карлоне (Кјети)
Вила Карлоне је насеље у Италији у округу Кјети, региону Абруцо.
Према процени из 2011. у насељу је живело 226 становника. Насеље се налази на надморској висини од 157 м.